# Marble Peak, British Columbia
Marble Peak är en bergstopp i Kanada.   Den ligger i provinsen British Columbia, i den sydvästra delen av landet, 3 700 km väster om huvudstaden Ottawa. Toppen på Marble Peak är 1 761 meter över havet.
Terrängen runt Marble Peak är huvudsakligen bergig.Trakten runt Marble Peak är nära nog obefolkad, med mindre än två invånare per kvadratkilometer.. Det finns inga samhällen i närheten. 
I omgivningarna runt Marble Peak växer i huvudsak barrskog.